# Équipe d'Algérie de football en 1960

L'équipe du FLN de football est entraînée en 1960 par Mohamed Boumezrag.

## Matchs
| Date         | Stade, Ville, Pays               | Adversaire | Score | Comp | Buteurs algériens |
| 1er mai 1960 | Stade du 28 Mars Benghazi, Libye | Libye      | 7 - 0 | A    |                   |
| 20 mai 1960  | Stade du 28 Mars Benghazi, Libye | Libye      | 1 - 1 | A    |                   |
| 22 mai 1960  | Stade du 28 Mars Benghazi, Libye | Libye      | 5 - 0 | A    |                   |
| 27 mai 1960  | Stade du 28 Mars Benghazi, Libye | Libye      | 2 - 0 | A    |                   |
| 29 mai 1960  | Stade du 28 Mars Benghazi, Libye | Libye      | 5 - 2 | A    |                   |

Légende: A : Match amical

### Bilan
| Équipe  | J | G | N | P |
| ------- | - | - | - | - |
| Algérie | 5 | 5 | 0 | 0 |